# Briefmarken und Postgeschichte von Russland

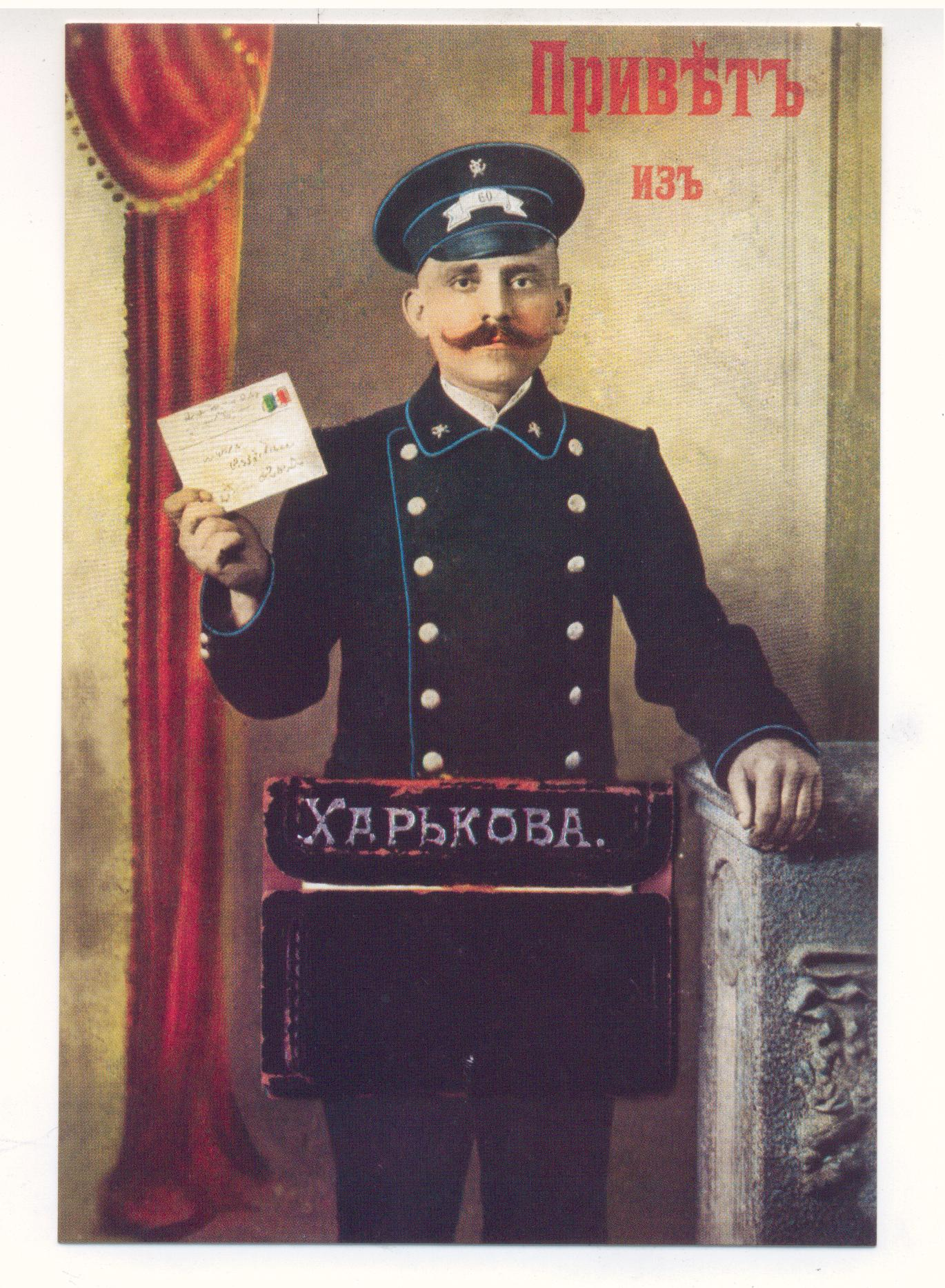
Ein Postbote im russischen Zarenreich.

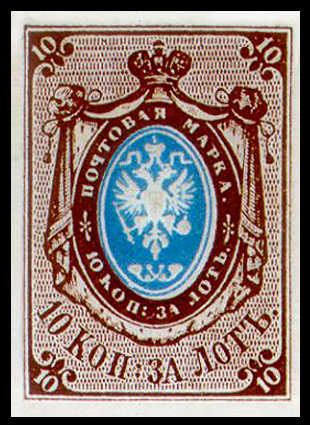
Die erste russische Briefmarke (1857).

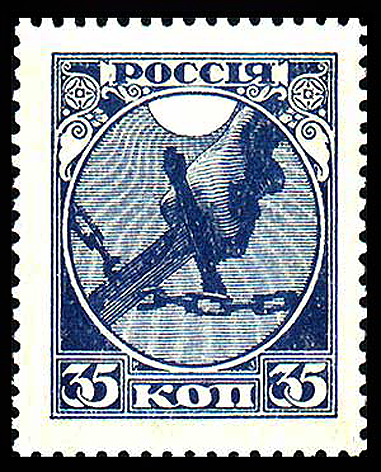
35-Kopeken-Briefmarke „Ein Schwert durchschlägt eine Kette“, 1918

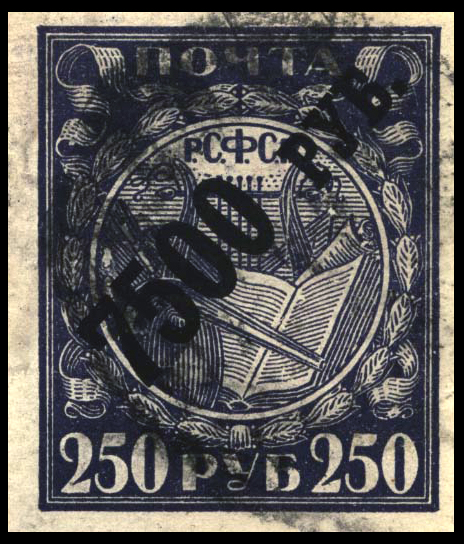
250-Rubel-Briefmarke von 1921, die 1922 mittels Aufdruck auf 7.500 Rubel aufgewertet wurde

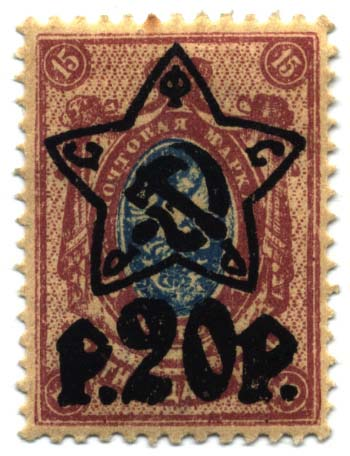
20-Rubel-Aufdruck auf einer 15-Kopeken-Briefmarke

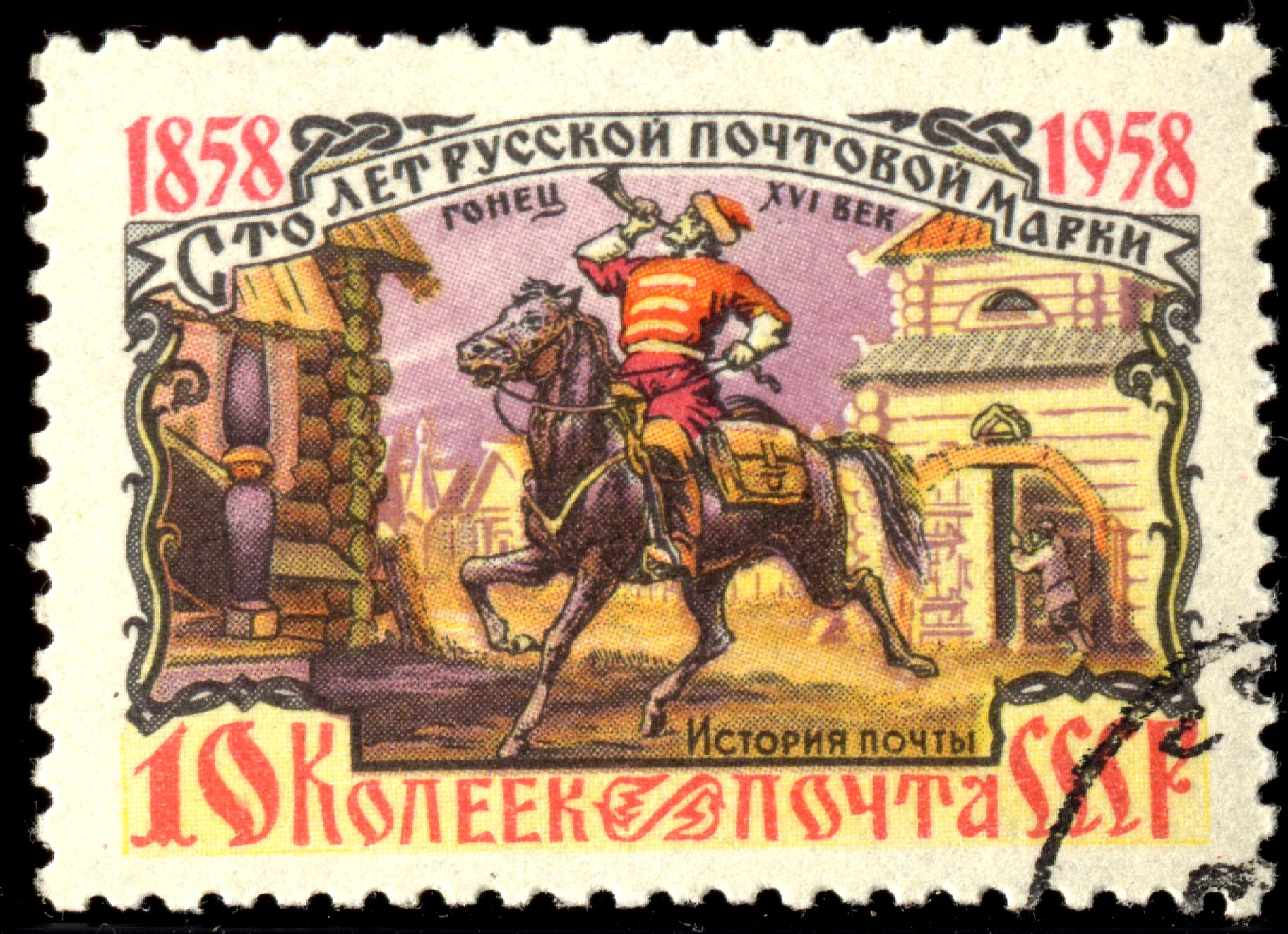
Eine Briefmarke der Sowjetunion aus dem Jahre 1958, auf der ein Postbote aus dem 16. Jahrhundert abgebildet ist. Sie wurde anlässlich des 100. Jahrestags der russischen Briefmarken herausgegeben.

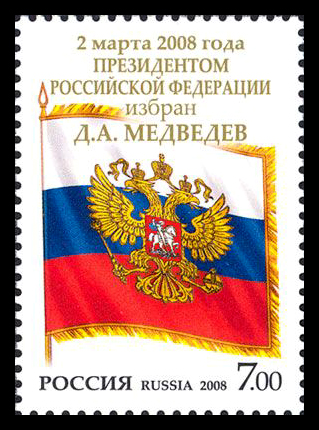
Eine Briefmarke der Russischen Föderation von 2008

Dieser Artikel vermittelt einen Überblick über die Briefmarken und die Geschichte des Postwesens im russischen Zarenreich, in der Sowjetunion und in der heutigen Russischen Föderation.

## Postgeschichte

### Die Anfänge
In geschichtlichen Aufzeichnungen wird das Bestehen eines Botendienstes im 10. Jahrhundert erwähnt. Die ersten Briefe wurden in Form von Rollen befördert, die mit Wachs oder Blei versiegelt waren. Das älteste bekannte Siegel dieser Art stammt aus dem Jahr 1079 und erwähnt einen Gouverneur Ratibor von Tmutarakan. Das erste erhaltene Briefkuvert wurde 1391 aus Tana (dem heutigen Asow) nach Venedig versandt.
Im 16. Jahrhundert umfasste das Postsystem 1.600 Ortschaften und eine Sendung benötigte drei Tage, um von Moskau nach Nowgorod zu gelangen. Infolge eines Friedensvertrags zwischen Russland und Polen wurde 1634 ein Postweg nach Warschau eingerichtet. Das war der erste geregelte Auslandspostdienst Russlands.

### Das russische Zarenreich
Mit den Reformen Peters des Großen wurde das Postsystem vereinheitlicht. 1714 wurden die ersten Hauptpostämter in Sankt Petersburg und Moskau eröffnet. Zwischen Moskau und Riga wurde ein „geregelter Postdienst“ eingerichtet. Im Februar 1714 begann die Post zweimal wöchentlich Sendungen zwischen St. Petersburg und Riga zuzustellen; im Juni wurde der Postdienst zwischen St. Petersburg und Moskau aufgenommen. 1716 erfolgte die Gründung des Feldpostamts und 1720 wurde der sogenannte „ordentliche Postdienst“ zur schnellen Beförderung von staatlichen Verordnungen und Schriftstücken ins Leben gerufen. Eine geregelte Zustellung privater Pakete (der sogenannten „schweren Post“) wurde ab 1730 eingerichtet. 1746 wurden zunächst Pakete und privater Schriftverkehr durch einen Kurier zugestellt und ab 1781 konnte auch Geld bis ins Haus gebracht werden. Der erste bekannte russische Poststempel stammt aus dem Juli 1765. Er besteht aus einer einzigen Zeile, die lautet „ST.PETERSBOVRG“ (in lateinischen Buchstaben). Offiziell empfohlen wurde der Einsatz von Poststempeln jedoch erst 1781.
Postkutschen kamen 1820 in Gebrauch. 1833 wurde die Stadtpost St. Petersburg gegründet. Die Stadt wurde in 17 Bezirke mit 42 Poststellen unterteilt, die in Einzelhandelsgeschäften untergebracht waren. 1834 entstanden in den Vororten eigenständige Postämter (insgesamt gab es in St. Petersburg 108 solcher Postämter). Die regelmäßige Auslieferung von Zeitungen und Zeitschriften in Russland wurde in St. Petersburg 1838 organisiert. 1840 wurde am Ufer der Moika die Kutschen- und Wagenstation eröffnet. Leichte Kutschen ohne Verdeck transportierten Post mit Aufschlag, Kutschen stellten die leichte Post zu und die „schwere“ Post wurde mit Wagen ausgefahren. 1848 wurden auf den Straßen grüne Briefkästen aufgestellt und im selben Jahr wurden frankierte Umschläge herausgegeben. In der Nähe der Bahnhöfe gab es seit 1851 orangefarbene Briefkästen für eine Zustellung am gleichen Tag und die ersten Briefmarken erschienen 1857. Ab 1864 übernahm die Städtische Post den Versand von Drucksachen und Katalogen und ab 1866 die Beförderung von Paketen.
Ganzsachen erschienen erstmals 1845. Gegen ein Entgelt von 5 Kopeken konnten in St. Petersburg und Moskau frankierte Briefkuverts für die Ortspost erworben werden. Das Konzept funktionierte gut und wurde am 1. Dezember 1848 in ganz Russland übernommen.
In örtlichen Postsystemen wurden als Semstwo-Briefmarken bezeichnete Postwertzeichen genutzt, die nach den 1864 durch Zar Alexander II. ins Leben gerufenen Kommunalverwaltungen benannt waren.
Die Russische Post zählt zu den Gründungsmitgliedern des seit 1874 bestehenden Weltpostvereins. 1902 wurde das Postwesen dem Innenministerium und 1917 unter der Übergangsregierung dem Post- und Telegrafenministerium unterstellt.

### Sowjetunion

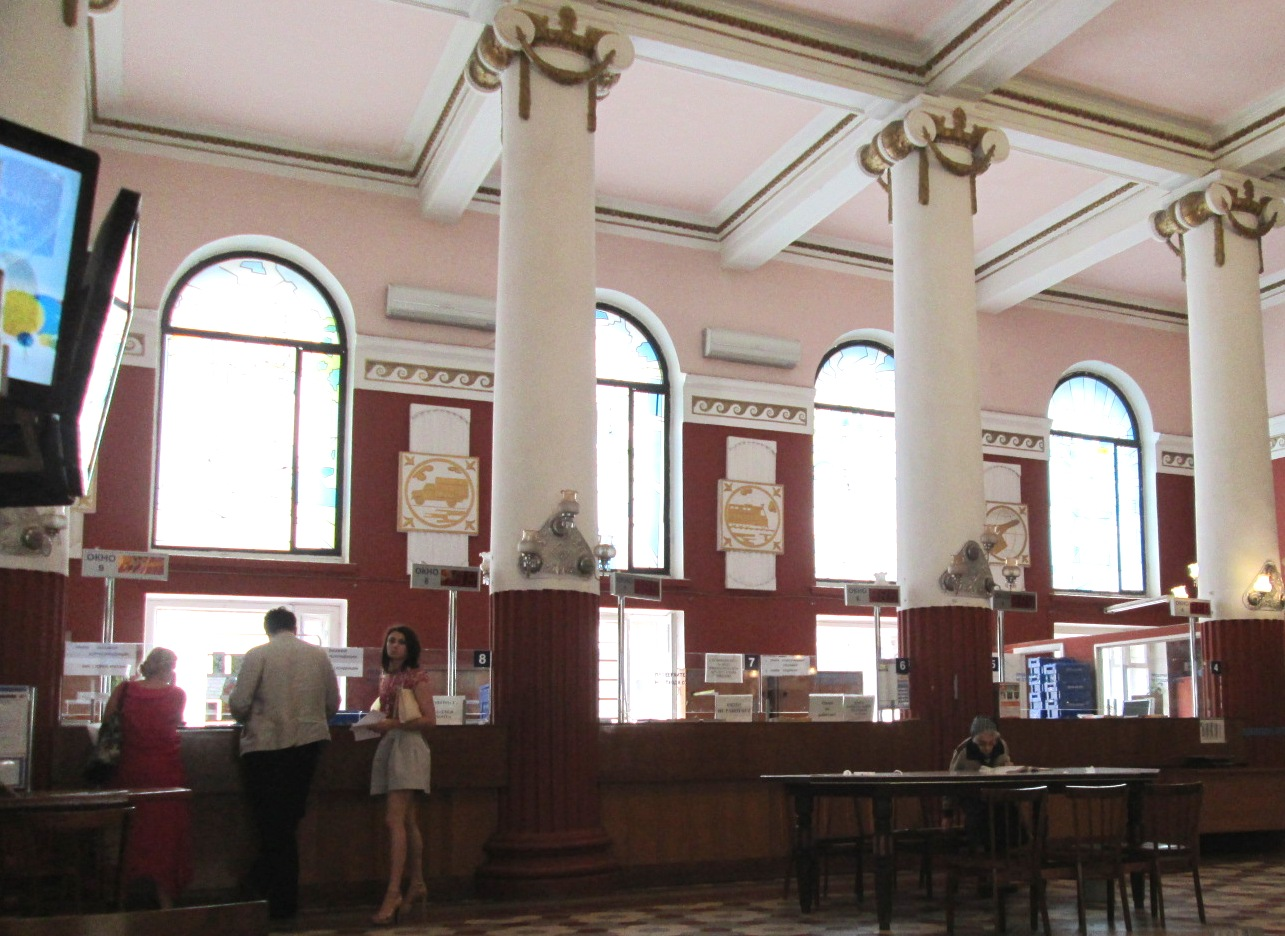
Postamt in Woronesch

Während des Zweiten Weltkriegs war der Postdienst dem Volkskommissariat für Kommunikation zugeordnet. Jeden Monat wurden unter äußerst schwierigen und häufig sehr gefährlichen Bedingungen bis zu 70 Millionen Pakete aus dem Hinterland an die sowjetische Front befördert.
In der Nachkriegszeit erlebte die Post zahlreiche quantitative und qualitative Veränderungen. 1946 wurde das sowjetische Volkskommissariat für Kommunikation in das Kommunikationsministerium der UdSSR überführt. 1950 war das im Krieg zerstörte Postwesen wieder aufgebaut und funktionierte auf Vorkriegsniveau.
In den Folgejahren wurde das Filialnetz stark ausgebaut, insbesondere in den ländlichen Gebieten. In den meisten Filialen waren Post-, Telegrafen- und Fernsprechdienstleistungen vereint. Diese Kommunikationsdienste waren in der Regel im selben Gebäude untergebracht und unterstanden der gleichen Verwaltung. Es wurde ein umfangreiches Briefkastennetz aufgebaut. Briefkästen wurden nicht nur in den Städten, sondern auch auf dem Land, an Bahnhöfen, Bahnanschlussstellen sowie an Autobahnabzweigungen aufgestellt.
Eine weitere Entwicklung im Postwesen war die Mechanisierung und Automatisierung der Postbearbeitung, durch die sich die Organisation von Transport und Zustellung verbesserte.

### Die Russische Föderation
1993 wurde die Russische Post dem Kommunikationsministerium unterstellt. 1995 wurde die Post in den Föderalen Dienst des Postdienstes der Russischen Föderation umgegliedert und 1996 wurde sie der Postabteilung des Kommunikationsministeriums der Russischen Föderation zugeordnet. Die russischen Postfilialen waren in ihrer Geschäftstätigkeit und wirtschaftlich betrachtet unabhängig, sind jedoch einem starken Wettbewerb seitens anderer Telekommunikationsunternehmen, ihrer früheren Partner, ausgesetzt. Trotz Aufspaltung der Dienste blieb so das ganz spezielle, in der Vergangenheit aufgebaute Postnetz erhalten, das nahezu alle Ortschaften des Landes umfasst.
Angesichts der wichtigen Rolle, den die Post im Laufe der Geschichte bei der staatlichen Entwicklung spielte, führte der russische Präsident Boris Jelzin 1994 den „Tag der Russischen Post“ ein. Dieser Ehrentag für alle Postangestellten wird jedes Jahr am 2. Juli gefeiert. 1997 wurden im Rahmen einer weiteren Verordnung des Präsidenten durch die Hinzufügung des Emblems und der Flagge die heraldischen Traditionen der Russischen Post wiederhergestellt.

### Aufgabe des Monopols
1996 beschloss das Kommunikationsministerium, erstmals das staatliche Postmonopol für einige Postdienstleistungen aufzugeben. Dies führte zur Gründung gewerblicher Postunternehmen in Russland.
Die russische Post hat Ende 2015 einen neuen digitalen Abonnementdienst vorgestellt. Die Russische Post fungierte als Abonnementagentur für die direkte Zusammenarbeit mit Verlagen.

## Briefmarken
Das Konzept der Briefmarke hatte die Welt bereits im Sturm erobert, als sich die russischen Behörden im September 1856 entschlossen, dem Beispiel der anderen Länder zu folgen.

### Die erste russische Briefmarke
1851 wurde der für die Postbeförderung zuständige Alexej Prochorowitsch Tscharukowski ins Ausland entsandt, um mehr über die dortigen Erfahrungen mit dem Einsatz von Briefmarken zu erfahren. Er besuchte England, Frankreich, Belgien, die Niederlande, Italien, Österreich, die Schweiz und Deutschland, sammelte zahlreiche Informationen und kehrte 1852 nach Russland zurück. Neuerungen im Postwesen wurden jedoch durch den Krimkrieg verhindert. Erst 1855 schlug Tscharukowski dem Generaldirektor des Postamts, W. F. Adlerberg, ein Projekt mit konkreten Maßnahmen zur Einführung aufklebbarer Briefmarken in Russland vor. Laut Tscharukowskis Plan sollten die russischen Briefmarken eine runde Form aufweisen, das Staatswappen zeigen, in verschiedenen Farben gedruckt werden und von einer Zähnung umrandet sein. Darüber hinaus mussten die verwendeten Papiersorten Schutz vor Fälschungen bieten. Das Projekt wurde am 12. November 1856 genehmigt.
Unterdessen wurden am 30. Juli 1856 unter Aufsicht von J. Reichel, des Leiters der für den Druck staatlicher Wertpapiere verantwortlichen Abteilung, erste Muster für zwei Briefmarkensorten angefertigt: eine mit dem russischen Staatswappen und eine mit Merkurkopf. Diese Marken hatten eine runde Form. Tscharukowski war der Ansicht, dass rechteckige Marken, die nicht ordentlich auf das Briefkuvert geklebt werden, durch den Briefkasten oder andere Briefe beschädigt werden und sich ablösen können. Das wiederum könnte zur Rücksendung der Briefe an den Absender führen und die Zeitungen könnten darüber berichten. Jede Sorte sollte in vier Farben gedruckt werden: in Grün, Blau, Schwarz und Karmin. Diese Briefmarken wurden jedoch nicht genehmigt.
Der erfahrene EZGB-Graveur F. M. Kepler erstellte die Zeichnungen für die erste rechteckige russische Briefmarke und reichte diese am 21. Oktober 1856 ein. Bei seinen Entwürfen ließ Kepler sich von dem Material inspirieren, das Tscharukowski aus dem Ausland mitgebracht hatte. Darunter waren Originalentwürfe und Briefmarken verschiedener Länder. Kepler verwendete ein Muster des Prager Unternehmens Gottlieb Haase Söhne als Vorbild für die Gestaltung der russischen Briefmarken und schlug vor, ihnen eine rechteckige Form zu geben, wie die österreichischen Briefmarken sie hatten.

#### Herstellung
Am 20. Oktober 1857 genehmigte Zar Alexander II den Druck drei zweifarbiger Muster als 10-, 20- und 30-Kopeken-Briefmarken. Am 9. November „ordnete der Zar an, diese stattdessen als Freimarken zu bezeichnen“. Im November wurde mit der Herstellung der Briefmarken zu 10 Kopeken begonnen. Die erste Briefmarke ließ Russland auf ein festes, weißes Büttenpapier mit einem Wasserzeichen in Form einer 15-mm großen Ziffer „1“ drucken. Da die in der Österreichischen Staatsdruckerei bestellte Zähnungsmaschine erst am 19. November und in defektem Zustand eintraf, wurde beschlossen, diese Druckauflage der 10-Kopeken-Marken ungezähnt aus der Postabteilung in die Provinzgebiete zu senden.
Die Briefmarken wurden mithilfe von zwei Druckmaschinen angefertigt. Auf der einen Maschine, die aus Berlin stammte, wurde unter starkem Druck das blaue Oval mit dem geprägten Emblem der Post und mit der zweiten das umrahmende braune Muster aufgebracht.
Die erste russische Briefmarke wurde am 10. Dezember 1857 herausgegeben und in einem Rundschreiben der Postabteilung „Über die Inumlaufbringung von Briefmarken für den allgemeinen Gebrauch“ wie folgt vorgestellt: „Ab dem 1. Januar des nächsten Jahres 1858 sind gewöhnliche Privatbriefe an alle Orte innerhalb des Reiches, des Königreichs Polen und des Großherzogtums Finnland, die in gewöhnlichen Umschlägen oder ohne Umschlag, mit der Anschrift auf dem Brief selbst, zur Post gebracht werden, ausschließlich mit einer dem Gewicht des Briefes angemessenen Briefmarke zu versenden.“ Die ersten Briefmarken gingen am 10. Dezember 1857 in den Verkauf, aber offiziell begannen die Menschen in Russland ab dem 1. Januar 1858 (im Kaukasus, Transkaukasien und Sibirien ab dem 1. März 1858) das Porto für die Inlandskorrespondenz in Form von Briefmarken zu bezahlen. Ab diesem Zeitpunkt waren ausnahmslos alle Privatbriefe mit Briefmarken frankiert, die mit einem Kreuz entwertet wurden.
Die erste Marke hatte einen Wert von 10 Kopeken und wurde für Briefe mit einem Gewicht bis zu einem Lot (ca. 12,8 Gramm) verwendet. Es handelte sich um eine ungezähnte Briefmarke, auf der das russische Staatswappen abgebildet ist und die mit dem Buchdruckverfahren in Braun und Blau gedruckt wurde. Am 10. Januar folgten gezähnte Briefmarken zu 20 und 30 Kopeken, für die derselbe Entwurf, aber andere Farbkombinationen verwendet wurden, und eine gezähnte Version der 10-Kopeken-Briefmarke. Das Papier war ursprünglich mit einem Wasserzeichen in Form einer Ziffer versehen, aber darauf wurde schon bald verzichtet und die späteren Druckgänge im Jahr 1858 erfolgten auf gewöhnlichem gewebtem Papier.
Da es einige Zeit dauerte, die zahlreichen Postämter mit Poststempeln zu versorgen, wies das Postministerium an, die Marken zunächst ebenso wie frankierte Kuverts mit Feder und Tinte zu entwerten.

#### Gedenkmarken
Die Postbehörden der Sowjetunion gaben wiederholt Gedenkmarken, -blöcke, -postkarten sowie andere philatelistische Materialien heraus und richteten Philatelieausstellungen bzw. andere denkwürdige Veranstaltungen aus. Gleiches gilt für die heutigen Postbehörden in Russlands (Russische Post).
Es gibt zahlreiche Publikationen, unter anderen Zeitungsartikel und Bücher, die sich mit der Geschichte der ersten Briefmarken des Zarenreichs befassen.

### Spätere Briefmarken
1863 wurde eine 5-Kopeken-Marke als Porto für lokale Sendungen eingeführt und in den folgenden Jahren ein neuer Standardentwurf, der das Staatswappen in einem Oval zeigt, und auf den Werten zu 1 Kopeke, 3 Kopeken und 5 Kopeken verwendet wurde. Diese Wertstufen dienten dazu, die komplizierten Portobeträge für die Auslandspost zusammenzustellen, die vorher in bar auf dem Postamt zu entrichten waren.
Nach 1866 wurden die Briefmarken auf Papier mit einem Wasserzeichen gedruckt, das aus einem Wellenlinienmuster, den kyrillischen Buchstaben „ЭЗГБ“ (EZGB) und einer Reihe horizontaler Linien (13 für die Höhe der Buchstaben!) und vertikaler Linien besteht, die durch die Buchstaben laufen und die horizontalen Linien in zwei Hälften teilen. Abgesehen davon verlief die „Maserung“ des Papiers stets im rechten Winkel zum Text des Wasserzeichens! In den Anfangsjahren überwog das horizontale Wasserzeichen, aber eine geringe Anzahl von Marken jeder Wertstufe wurde vertikal zur Maserung gedruckt. In späteren Jahren wurde das vertikale Wasserzeichen häufiger verwendet. Im Gegensatz zu der unter Sammlern weit verbreiteten Auffassung spielte geripptes Papier dabei KEINE Rolle. Die „Streifen“ waren immer Teil des Wasserzeichens.
Im September 1865 gab der Bezirk Schlüsselburg (russisch: Schlisselburg) als erste Semstwo-Verwaltung Briefmarken aus. Mit der Verordnung vom 27. August 1870 wurde das System dieser Semstwo-Briefmarken dann amtlich geregelt.
Russland zählte 1874 zu den 22 Gründungsstaaten des Allgemeinen Postvereins (später der Weltpostverein).
1875 wurde die Gestaltung des Wappens verändert und auf den 2-Kopeken und 8-Kopeken-Marken sowie 1879 auf einer 7-Kopeken-Marke verwendet. Die 7-Kopeken-Marke wurde auch auf Stempelmarkenpapier gedruckt und mit einem Wasserzeichen in Form eines sechseckigen Musters versehen. Diese Marken sind recht selten.
Eine neue Ausgabe vom 14. Dezember 1883 zeigt einen modernisierten Entwurf. Die niedrigeren Werte wurden einfarbig gedruckt und es gab neue, höhere Werte zu 14 Kopeken, 35 Kopeken und 70 Kopeken. Im Januar 1884 wurden 3,50-Rubel- und 7-Rubel-Marken eingeführt, die ein wesentlich größeres Format als die bereits vorhandenen Briefmarken hatten.
1889 kam es zu einer erneuten Veränderung der Motive. Diesmal wurden Blitze über den Posthörnern unterhalb des doppelköpfigen Adlers eingefügt und nach 1902 erfolgte der Druck in der Regel vertikal zur Papiermaserung.
Ende 1904 gab Russland die ersten Zuschlagsmarken heraus. Die vier Werte wurden alle 3 Kopeken über Nennwert verkauft, um für die Waisenkinder der im Russisch-Japanischen Krieg gefallenen Soldaten zu sorgen.
1909 wurde eine neue Serie herausgegeben, bei der sowohl alte als auch neue Entwürfe Verwendung fanden. Alle wurden auf gewebtem Papier gedruckt und hatten Rauten auf der Vorderseite, um eine Wiederverwendung der Briefmarke zu erschweren.
Die erste Serie russischer Gedenkmarken erschien am 2. Januar 1913 anlässlich des 300-jährigen Bestehens der Romanow-Dynastie. Auf den 17 Briefmarken waren Porträts der verschiedenen Zaren sowie Ansichten des Kremls, des Winterpalais und des Romanow-Palasts zu sehen. 1915 und 1916, als die Regierung unter dem Druck des Ersten Weltkriegs zerfiel, wurden einige der Entwürfe auf Karton gedruckt und als Papiergeld verwendet. Aus Knappheitsgründen wurden zudem Marken zu 7 und 14 Kopeken mit 10 Kopeken und 20 Kopeken überdruckt.

## Die Revolution
Die Zeit der Russischen Revolution ist aus philatelistischer Sicht kompliziert: die Postämter im gesamten Land blieben sich selbst überlassen und eine Reihe von Splittergruppen und abtrünnigen Republiken gab neue Briefmarken heraus. In einigen Fällen diente dies vermutlich eher zur Wahrung des öffentlichen Anscheins; es sind wenig echte Verwendungen dokumentiert.
Zu den Rechtspersonen, die eigene Briefmarken herausgaben, zählten unter anderem:
- Armenien
- Aserbaidschan
- die Nordwestliche Armee
- Batumi
- Weißrussland
- Estland
- Fernöstliche Republik
- Georgien
- Lettland
- Litauen
- Sibirien
- Südrussland
- Transkaukasische Sozialistische Föderative Sowjetrepublik (TSFSR)
- Westukrainische Volksrepublik

1917 ließ die Übergangsregierung die alten zaristischen Entwürfe nachdrucken, verkaufte diese jedoch ungezähnt. Die ersten Briefmarken der UdSSR (Union der Sozialistischen Sowjetrepubliken) erschienen 1918. Es gab zwei verschiedene Werte und sie zeigen ein Schwert, das eine Kette durchschlägt.
Von diesen Marken blieb zwar eine große Stückzahl erhalten, aber sie wurden wenig verwendet und gestempelte Stücke sind wertvoller als ungebrauchte.
Die nächsten Briefmarken wurden 1921 herausgegeben, nachdem die Inflation begonnen hatte. Der Satz umfasste Werte zwischen 1 und 1.000 Rubel. In den Folgejahren wurden diese Briefmarken mit verschiedenen Nennwerten bis zu 100.000 Rubel überdruckt.
Infolge einer Währungsreform 1922, bei der das Geld zum Kurs von 10.000:1 getauscht wurde, entstanden neue Briefmarken im Wertbereich zwischen 5 und 200 Rubel. Darunter befand sich ein Satz zur Würdigung des fünften Jahrestags der Oktoberrevolution – zaristische Briefmarken, die mit einem fünfzackigen Stern mit Hammer und Sichel überdruckt worden waren. Des Weiteren erschienen in diesem Jahr Briefmarken mit dem Porträt eines Arbeiters, eines Bauern und eines Soldaten. Abwandlungen dieser Porträtmotive wurden die gesamten 20er Jahre über herausgegeben.

### Finnische Besatzung von Olonez
Von 1919 bis 1921 fand der Olonez-Feldzug statt, bei dem eine Gruppe finnischer Freiwilliger Teile Ostkareliens (auf Finnisch „Aunus“, auf Russisch „Olonez-Karelien“) besetzte. Von den Behörden vor Ort wurden für die Truppen des Aunus-Feldzugs Briefmarken herausgegeben.
Dabei handelt es sich um finnische Dauermarken von 1917, die mit Aunus überdruckt wurden.

## Die Briefmarken der Sowjetunion

### Die Leningrader Post
Ende der 1930er Jahre hatte Leningrad 203 Postämter. Während des Großen Vaterländischen Kriegs 1941–1945 sorgte die Feldpost für die Kommunikation zwischen Front und Hinterland. Im ersten Jahr der Belagerung gab es in Leningrad 108 Postämter. Der Leningrader Postverband wurde 1988 gegründet und umfasste die Hauptpost von Leningrad, 13 Regionalpostämter, 345 Postfilialen und 11 automatisierte Postfilialen sowie einen Fuhrpark.

## Die Briefmarken der Russischen Föderation

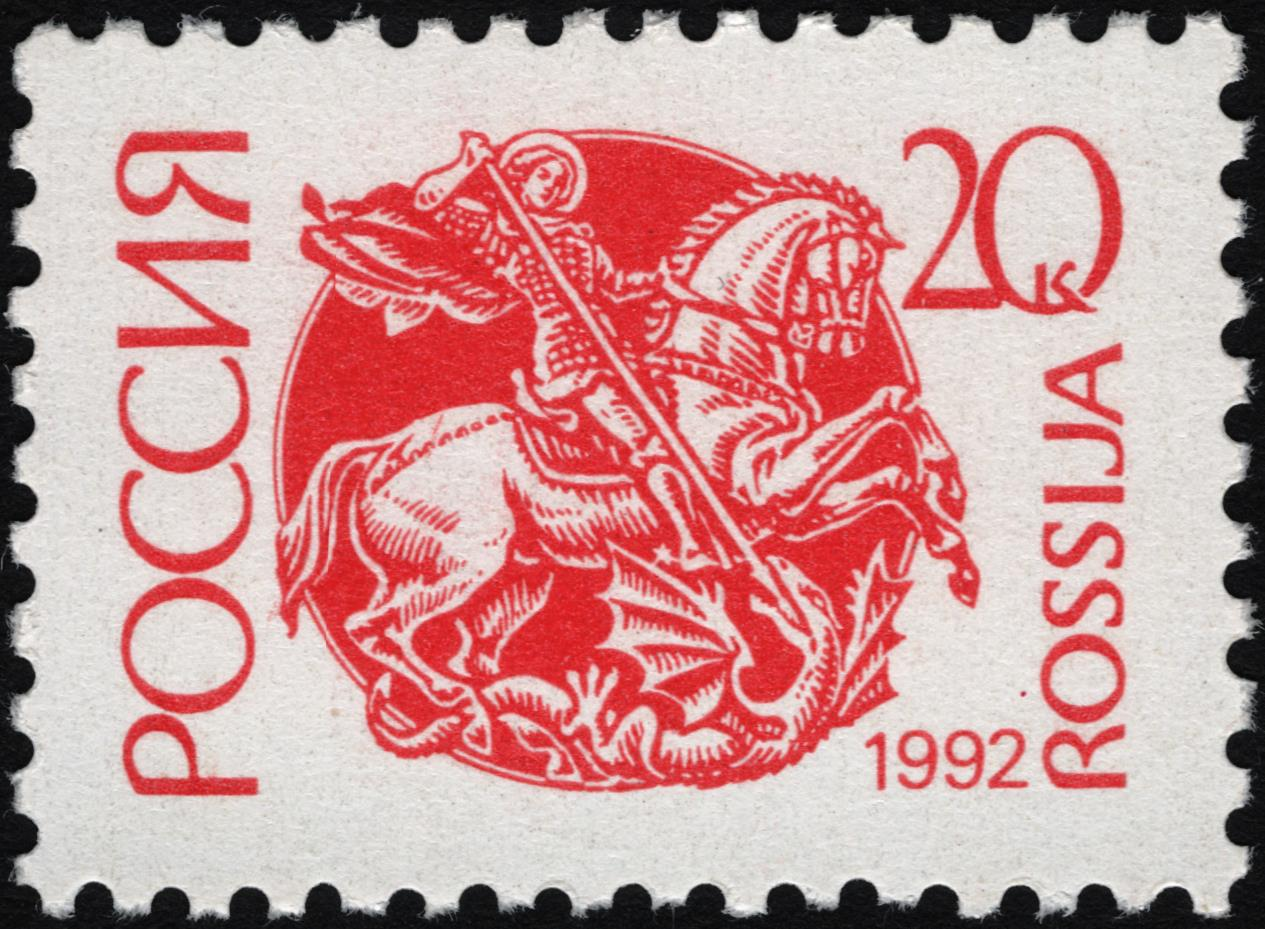
Die erste Dauermarkenausgabe der Russischen Föderation zeigt den Heiligen Georg.

Seit 1992 wurden sechs Auflagen von Standardbriefmarken herausgegeben. Die erste, nach dem Ende der Sowjetunion veröffentlichte Ausgabe stammt aus dem Februar 1992. Auf diesen ersten Briefmarken der Russischen Föderation mit einem Nennwert von 20 und 30 Kopeken waren der Heilige Georg und das Nationaldenkmal „Tausend Jahre Russland“ abgebildet. Anfang und Mitte der 90er Jahre wurde diese Briefmarkenserie aufgrund der Hyperinflation und der entsprechenden Portoerhöhungen laufend erweitert. Zahlreiche Marken weisen die gleichen Gestaltungsmerkmale auf, lediglich die Portowerte wurden erhöht. So stieg beispielsweise der Nennwert der Briefmarke mit dem Goldenen Tor in Wladimir von 10 Kopeken auf 150 Rubel, d. h. um das 1.500-fache. Die Erhöhung des Nennwerts der Briefmarken blieb auf 5.000 Rubel begrenzt.

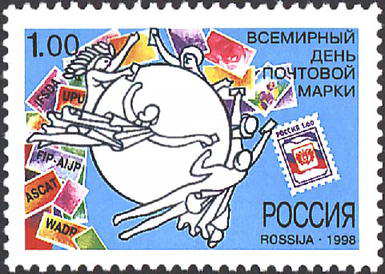
Russische Briefmarken, Weltposttag, 1998 herausgegeben

Die Veröffentlichung der zweiten und dritten Dauermarkenausgabe erfolgte von 1997 und 1999. Hierbei änderte sich das Format der Briefmarken; das Querformat wurde vom Hochformat abgelöst. Die zweite Auflage umfasst 12 Wertstufen und die dritte 15 Wertstufen. Die Briefmarken der beiden Auflagen unterscheiden sich nicht wesentlich. Die dritte Auflage wurde aufgrund der Vertausendfachung der Rubelwerte notwendig und später, da die zweite Auflage 1998 aus dem Verkehr gezogen wurde. In der dritten Auflage erschienen alle Briefmarken aus der zweiten Auflage erneut (mit Ausnahme des Nennwerts von 0,75 Rubel, der abgeschafft wurde). Zusätzlich gab es vier weitere Wertstufen, unter anderem 50 und 100 Rubel, die jedoch in der Praxis keine Anwendung fanden.
Die vierte Auflage (2002–2003) unterschied sich von ihren Vorläufern, denn diese Serie russischer Schlösser und Parks war bequemer für die Absender, da sie aus selbstklebenden Briefmarken bestand. Die Anzahl der Wertstufen wurde auf neun verringert, die von 1 bis 10 Rubel reichten. Das Problem der Teilportowerte wurde mithilfe noch verfügbarer Marken aus der dritten Auflage gelöst.
Die Tiermarken der fünften Auflage (2008) waren nicht mehr selbstklebend und hatten wieder Standardformat. Die Anzahl der Wertstufen wurde wieder auf 15 erhöht, wobei der praktische Wert einiger Teilwerte (15, 25 und 30 Kopeken) fragwürdig ist. Der höchste Nennwert erhöhte sich auf 25 Rubel.
Die sechste Auflage, „Der Kreml“ (2009) stellt eine Rückkehr zu selbstklebenden Briefmarken dar. Im Unterschied zur vierten Auflage, die ein ähnliches Thema hatte, wurden die Nennwerte bis auf 100 Rubel erhöht und zusätzliche Schutzmerkmale eingeführt.
Im November 2013 gab die russische Post Neujahrsmarken heraus, auf denen die Maskottchen der Winterolympiade 2014 zu sehen sind. Diese Briefmarken zeigen die Eisbären, den Hasen, den Leoparden, Lutschnik, den Lichtstrahl, und Sneschinka, die Schneeflocke, vor einer wunderbaren Winterlandschaft und wurden in allen russischen Postämtern angeboten. Jede Briefmarke hat einen Nennwert von 20 Rubel und insgesamt wurden 680.000 Stück in Umlauf gebracht.